# 1948 en sport
Cet article présente les faits marquants de l'année 1948 en sport.

## Automobile
- 4 juillet : Parti en tête, Maurice Trintignant est victime d'un terrible accident au Grand Prix de Suisse alors qu'il était 4e au 4e tour. Déclaré cliniquement mort, il revient à la vie après une semaine de coma.
- Grand Prix de Monaco, Grande-Bretagne, Suisse, France et Italie. Outre ces cinq courses nationales, 23 autres Grand Prix ont lieu dont 5 en France.

## Baseball
- Les Cleveland Indians remportent les World Series face aux Boston Braves.
- Dernière édition des World Series noires. Les Homestead Grays (NNL) s'imposent par 4 victoires à 1 face aux Birmingham Black Barons (NAL).

## Basket-ball
- Les Baltimore Bullets sont champion NBA en battant en finales les Philadelphia Warriors 4 manches à 2.
- UA Marseille est champion de France chez les hommes, c'est Strasbourg qui l'emporte chez les féminines.

## Boxe
- 25 juin : le champion Joe Louis conserve son titre de champion du monde des poids lourds à la boxe en battant Jersey Joe Walcott par K.O. au 11e round à New York.

## Cricket
- Menée par Don Bradman, l'Australie remporte les Ashes en étant invaincue en 36 match disputés sur le sol anglais. Bradman prend sa retraite internationale à la fin de cette série.

## Cyclisme
- Le Belge Rik Van Steenbergen s’impose sur le Paris-Roubaix.
- 30 juin - 25 juillet, Tour de France : l’Italien Gino Bartali s’impose devant le Belge Briek Schotte et le Français Guy Lapébie.
- Le Belge Briek Schotte s’impose sur le Championnat du monde sur route de course en ligne.
- Le Belge Briek Schotte remporte le classement annuel par points (Challenge Desgranges-Colombo).

## Football
- 24 avril : Manchester United remporte la Coupe d'Angleterre face à Blackpool FC, 4-2.
- 10 mai : le Lille OSC remporte la Coupe de France face au RC Lens, 2-0.
- 17 octobre : en match amical, au stade de Colombes, la France et la Belgique font match nul sur le score de 3-3 — buts pour la France : Pierre Flamion (9e, 50e), Jean Baratte (22e) ; buts pour la Belgique : Jef Mermans (23e), Pol Anoul (52e), Freddy Chaves (66e).

- Dates non renseignées ou inconnues :
  - L'Olympique de Marseille est champion de France
  - Arsenal FC est champion d'Angleterre
  - Torino Football Club est champion d'Italie
  - 1.FC Nuremberg est champion d'Allemagne
  - FC Barcelone est champion d'Espagne
  - Hibernian champion d'Écosse

## Football américain
- 17 décembre : Eagles de Philadelphie champion de la National Football League. Article détaillé : Saison NFL 1948.

## Football canadien
- Coupe Grey : Stampeders de Calgary 12, Rough Riders d'Ottawa 7.

## Golf
- Le Britannique Henry Cotton remporte le British Open.
- L’Américain Ben Hogan remporte l’US Open.
- L’Américain Ben Hogan remporte le tournoi de l’USPGA.
- L’Américain Claude Harmon remporte le tournoi des Masters.

## Handball
- La Suède remporte la 2e édition du Championnat du monde masculin de handball à onze, organisé en France du 3 au 6 juin 1948. Un match est notamment joué dans le protectorat français de Sarre.

## Hockey sur glace
- Les Maple Leafs de Toronto remportent la Coupe Stanley.
- Le Canada remporte le championnat du monde.
- HC Davos champion de Suisse.

## Jeux olympiques
- Jeux olympiques d'été à Londres (Grande-Bretagne) dont les compétitions se tiennent entre le 29 juillet et le 14 août.
  - Article de fond : Jeux olympiques d'été de 1948.
- Jeux olympiques d'hiver à Saint-Moritz (Suisse) dont les compétitions se tiennent entre le 30 janvier et le 8 février.
  - Article de fond : Jeux olympiques d'hiver de 1948.

## Joute nautique
- Jean Carmassi (dit l'avenir) remporte le Grand Prix de la Saint-Louis à Sète.

## Moto
- Moto-cross (Moto-cross des nations) :
  - La Belgique remporte cette épreuve par équipe.
- Endurance :
  - Bol d'or : le Français Lenglet gagne sur une BMW.

## Rugby à XIII
- 2 mai : à Marseille, Roanne remporte le Championnat de France face à Carcassonne 3-2.
- 9 mai : à Toulouse, Marseille remporte la Coupe de France face à Carcassonne 5-4.
- Sous la pression du rugby à XV et pour recevoir l'agrément définitif de la République Française, la Ligue Française de Rugby à XIII à son Congrès d'Arcachon (2, 3, 4 juillet) modifie sa dénomination en Fédération Française de Jeu à XIII.

## Rugby à XV
- L’Irlande remporte le Tournoi en signant un Grand Chelem.
- Le Lancashire champion d’Angleterre des comtés.
- Le FC Lourdes est champion de France.

## Tennis
- Tournoi de Roland-Garros :
  - L’Américain Frank Parker s’impose en simple hommes.
  - La Française Nelly Adamson Landry s’impose en simple femmes.
- Tournoi de Wimbledon :
  - L’Américain Bob Falkenburg s’impose en simple hommes.
  - L’Américaine Louise Brough s’impose en simple femmes.
- US Open :
  - L’Américain Ricardo Gaonzales s’impose en simple hommes.
  - L’Américaine Margaret Osborne duPont s’impose en simple femmes.
- Coupe Davis : l'équipe des États-Unis bat celle d'Australie : 5 - 0.

## Volley-ball
- 24 - 26 septembre : première édition du championnat d'Europe. Au terme de trois jours de compétition disputés en poule unique à Rome, la Tchécoslovaquie remporte le titre devant la France et l'Italie.
- Le Racing Club de France est champion de France.

## Divers
- Muhammad Tahir Pacha lance l'idée d'organiser des Jeux méditerranéens.

## Naissances
- 11 janvier : Madeline Manning-Jackson, athlète américaine, championne olympique du 800 mètres aux Jeux de Mexico en 1968.
- 26 janvier : Jean-Pierre Tokoto, footballeur camerounais
- 28 janvier : Paul Ringer, joueur de rugby à XV gallois, comptant 8 sélections au poste de troisième ligne aile avec l'équipe nationale de 1978 à 1980.
- 4 mars : Loïc Caradec, skipper (voile) français.
- 10 mars : Jean-Pierre Adams, footballeur français.
- 18 mars : 
  - Guy Lapointe, hockeyeur canadien.
  - Patrick Castro, footballeur et raseteur français.
- 20 mars : Bobby Orr, hockeyeur canadien.
- 24 mars : Delio Onnis, footballeur argentin.
- 22 mai : Florea Dumitrache, footballeur roumain. († 26 avril 2007).
- 15 avril : Jean-Pierre Romeu, joueur de rugby à XV français.
- 27 avril : Georges Goven, joueur de tennis français.
- 2 mai : Giuseppe Perletto, coureur cycliste italien.
- 12 mai : Josip Katalinski, footballeur yougoslave.
- 14 mai : Bob Woolmer, joueur et entraîneur britannique de cricket. († 18 mars 2007).
- 25 juin : Manuel Bento, footballeur portugais († 1er mars 2007).
- 4 juillet : René Arnoux, pilote automobile français de Formule 1, comptant 7 victoires en 162 Grands Prix de 1978 à 1989.
- 10 juillet : Christine Caron, nageuse française.
- 27 juillet : Peggy Fleming, patineuse artistique américaine, championne olympique aux Jeux de Grenoble en 1968, triple championne du monde (1966, 1967, 1968).
- 20 août : Bernhard Russi, skieur alpin suisse.
- 28 août : Richard Astre, joueur de rugby à XV français.
- 31 août : Howard Porter, joueur américain de basket-ball. († 26 mai 2007).
- 8 septembre : Jean-Pierre Monseré, coureur cycliste belge, champion du monde sur route en 1970. († 15 mars 1971).
- 9 septembre : Terry Bradshaw, joueur de football US américain.
- 10 septembre : Bob Lanier, joueur professionnel américain de basket-ball des Detroit Pistons et des Milwaukee Bucks en NBA.
- 1er octobre : Peter Blake, skipper (voile) néo-zélandais.
- 22 octobre : Jean-Pierre Lartigue, pilote automobile (rallye) français.
- 9 novembre : Luiz Felipe Scolari, footballeur brésilien.
- 16 novembre : Jimmy Young, boxeur américain, († 20 février 2005).
- 20 novembre : Kenjiro Shinozuka, pilote automobile (rallye) japonais.
- 6 décembre : Keke Rosberg, pilote automobile finlandais, champion du monde de Formule 1, en 1982.
- 24 décembre : Michel Robert, cavalier français.

## Principaux décès
- 6 janvier : Giulio Gaudini, 43 ans, escrimeur italien, champion olympique au fleuret par équipes en 1928 et 1936, en individuel en 1936. (° 28 octobre 1904).
- 8 juin : Sammy Carter, 70 ans, joueur de cricket australien. (° 15 mars 1878).
- 16 août : Babe Ruth, 53 ans, joueur américain de baseball. (° 6 février 1895).